# Patrick Nicol
Pour les articles homonymes, voir Nicol.
Patrick Nicol est un romancier et nouvelliste québécois né à Chicoutimi le 29 septembre 1964. 
Il détient un doctorat en études littéraires et un certificat en expression artistique de l'Université de Sherbrooke. 
Il enseigne au Cégep de Sherbrooke et est chargé de cours à l'Université de Sherbrooke, notamment en création littéraire.

## Œuvres
- 1993 - Petits problèmes et aventures moyennes, récits, Montréal, Triptyque
- 1996 - Les années confuses, récits, Montréal, Triptyque
- 1997 - Paul Martin est un homme mort (et Réjean Tremblay raconte n'importe quoi), roman, Montréal, VLB
- 2005 - Tu vois, nouvelle, Moebius no  107, p. 85-90.
- 2005 - La blonde de Patrick Nicol, roman, Montréal, Triptyque
- 2007 - La notaire, roman, Montréal, Leméac
- 2009 - Nous ne vieillirons pas, roman, Montréal, Leméac
- 2011 - Les cheveux mouillés, roman, Montréal, Leméac
- 2012 - Terre des cons, roman, Montréal, La Mèche
- 2015 - La nageuse au milieu du lac, roman, Montréal, Le Quartanier
- 2016 - Vox Populi, roman, Montréal, Le Quartanier
- 2018 - Quarantaine, roman, Montréal, Bibliothèque québécoise (Réunit trois romans précédemment publiés : La blonde de Patrick Nicol, La notaire et Nous ne vieillirons pas)
- 2019 - Les manifestations, roman, Montréal, Le Quartanier
- 2022 - J'étais juste à côté, roman, Montréal, Le Quartanier[1]

## Honneurs
- 1996 - Prix Gaston-Gouin, Les années confuses
- 1998 - Grand prix littéraire de la ville de Sherbrooke, Les années confuses
- 1998 - Prix Alfred-DesRochers, Paul Martin est un homme mort
- 2002 - Prix de la bande à Mœbius
- 2006 - Grand prix littéraire de la ville de Sherbrooke, La blonde de Patrick Nicol
- 2010 - Prix Alfred-DesRochers, Nous ne vieillirons pas
- 2016 - finaliste du Prix littéraire des collégiens, La nageuse au milieu du lac[2]